# 與鳳行
《與鳳行》（英語：The Legend of Shen Li），是2024年播出的中國大陸古裝愛情劇，改編自九鷺非香连载于晋江文学城的短篇小说《本王在此》。由企鵝影視、新麗電視出品，鄧科執導，九鷺非香編劇，趙麗穎、林更新領銜主演，且趙麗穎首度擔監製的作品。該劇於2022年6月14日開機，同年11月杀青。於2024年3月18日在湖南卫视晚间黄金档首播，綜合收視為0.5，腾讯视频、芒果TV同步网播。

## 播出时间
| 頻道          | 所在地   | 播出日期       | 播出時間 | 备注                                     |
| ------------- | -------- | -------------- | -------- | ---------------------------------------- |
| 湖南卫视      | 中国大陆 | 2024年3月18日- | 20：00   | 金鹰独播剧场                             |
| 芒果TV        | 全世界   | 2024年3月18日- | 20：00   | 会员 非会员                              |
| 腾讯视频/WeTV | 全世界   | 2024年3月18日- | 20：00   | 会员 非会员                              |
| HOY TV        | 香港     | 2024年4月29日— | 21:30    | 星期一至五（粵語配音版），剪輯為37集版本 |

## 劇情簡介
講述了靈界碧蒼王沈璃因逃婚受傷墜落人間，機緣巧合偶遇了下凡體驗人間生活的最後一位上古神行止，兩人的命運自此開始糾纏在一起，歷經了各種內心糾葛與劫難，最終幸福在一起。

## 演員列表

### 領銜主演
| 演員                    | 角色               | 介紹 | 國語配音 | 粵語配音 |
| 趙麗穎 （童年：馮雪雅） | 沈璃               | 靈界碧蒼王 靈界的女王爺，銜碧海蒼珠出生。因逃婚被打回鳳凰原型，負傷墜落人間。重傷昏迷之際，凡間小販將她當作小雞，拔光了全身的毛，關在籠中待售。隨後被凡人行雲（神君行止於人間遊歷時所化）買回家。二人在相處中逐漸生出了情愫，命運也緊緊纏繞在一起。富有守護靈界責任感，遇見神君後，常常把自己弄得滿身傷。在看了神君的天卷後，才知道自己是半靈半魑。在解決一切後，終於等到行止復生，後與他在人間同居不問任何世事，並於不久後懷上他的孩子。                                                                                       | 路熙然   | 何璐怡   |
| 林更新 （童年：邱文斌） | 行止／ 行雲／ 余一 | 上古神君 居於天外天的止水閣，為三界中唯一僅存的上古神明，行止神君，下人界遊歷身分為行云，喜歡捉弄沈璃；他超然世外，不問俗事，是仙界的仰仗，也是靈界墟天淵的製造者。他看似温潤慵懶，實則冷漠疏離，偶爾傲嬌腹黑。淡漠是他的常態，凡事一笑了之，實已運籌帷幄。他履行神職，雖獲萬般榮耀、神力滔天，但也因身繫三界安危而不可動情。他既要勇敢認愛，更要扛起守護三界的重責，在所謂的規矩約束裡，開闢新的解決之道。在解決一切後陣亡，但於不久後便被其他神君的尚存神力就回復生，後與沈璃在人間同居不問任何世事，並於不久後讓她懷上孩子。 | 邊江     | 袁德基   |

### 靈界
| 演員                    | 角色     | 介紹 | 粵語配音                |
| 辛雲來 （童年：肖添仁） | 墨方     | 靈界將軍，沈璃的手下，暗戀沈璃。六冥之子，由苻生撫養長大，在苻生試圖傷害殺死沈璃後，幡然醒悟，雖被苻生掌控身軀，仍多次抵抗，為了保護沈璃，不想被六冥控制，於墟天淵中自刎而死。 | 陳漢祺 （童年：王夢華） |
| 邱心志                  | 六冥     | 墨方的爹，千年前的靈尊，為對抗仙界而沉迷煉製魑魅。後因作亂而被行止斬於劍下。 |                         |
| 曾黎                    | 沈木月   | 現任靈尊，六冥的徒弟，琉羽的師姐，也是沈璃的養母、師父，將沈璃撫養長大。 | 李索真                  |
| 宣璐                    | 琉羽     | 沈璃的娘，六冥的徒弟，沈木月的師妹，個性善良，雖促成魑魅王的誕生，但她試圖教導魑魅王靈界的善與美，想讓他成為六冥失控後的最後一道防線，與鳳來的相處中日漸生情，與鳳來相愛，誕下沈璃後而亡。 | 王夢華                  |
| 徐海喬                  | 鳳來     | 沈璃的爹，六冥所創造出來的魑魅王，與琉羽相愛，自願協助行止神君成為墟天淵結界火之封印。 | 張振熙                  |
| 魏子昕                  | 苻生     | 六冥屬下，具有不死不滅無限復生的能力，當年為救尚在襁褓中的少主墨方而餵之以心頭血，並送墨方入靈界為間諜；在墨方拒絕與苻生同流合汙後，佔據控制墨方之軀體。一心想開啟墟天淵釋放數千魑魅來掌控三界，以北海三皇子之內丹為水，以金蛇大妖金娘子之內丹為金，在人界大肆捉拿山靈、地仙煉化為木、土，以沈璃之碧海蒼珠為火，以此取代原墟天淵之五行封印。 |                         |
| 周小川                  | 尚北     | 靈界將軍，對靈界忠心耿耿，喜歡八卦，對行止、沈璃間的情愫變化甚為敏銳。 | 周倚天                  |
| 杨贺文                  | 赤容     | 靈界將軍，青颜的哥哥，兄弟倆號稱靈界二煞。 | 郭湛深                  |
| 刘煜                    | 青颜     | 靈界將軍，赤容的弟弟，兄弟倆號稱靈界二煞。 | 黃文軒                  |
| 陳露茜                  | 肉ㄚ     | 沈璃的丫頭，腦袋不太靈光，但對沈璃忠心耿耿，很討厭拂容君。 | 陳雪瑩                  |
| 李浩轩                  | 子夏     | 靈界將軍，因意外發現墨方為六冥之子的間諜身分而被墨方所殺；死後屍體被苻生煉化為傀儡，在人界重傷了沈璃。 | 楊耀泰                  |
| 彭必瑶                  | 子夏夫人 | 靈界將軍子夏之妻。 | 王夢華                  |
| 陈昱彤                  | 阿暖     | 子夏之女。 |                         |
| 王靖                    | 赵蒙     | 靈界將軍。 | 楊耀泰                  |

### 仙界
| 演員   | 角色     | 介紹 | 粵語配音 |
| 何與   | 拂容仙君 | 天君第三十三個天孫，雖幼稚自戀、花名在外，但個性單純善良，因行止的指婚而成為沈璃的未婚夫婿。                                                                                         | 張振熙   |
| 李嘉琦 | 幽蘭仙子 | 洛天神女，天君孫女，拂容君的姐姐。幼時病危之際蒙行止神君救命，因得神恩眷顧，故而給予神女封號。十分敬慕行止，起先常與沈璃作對，後在洗髓池被沈璃所救後，對沈璃敵意減弱，不再試圖迫害。 | 鄭家蕙   |
| 劉冠麟 | 天君     | 仙界掌權者，拂容君、幽蘭仙子的祖父。 | 郭湛深   |
| 王伊瑤 | 金娘子   | 年紀比行止還大，即使內丹離體依然能存活的上古大妖，協助沈璃醫治失去五感之疾。 | 楊樂瑤   |
| 周峻緯 | 慕子淳   | 人間的修仙者，在金娘子追捕從封印中逃走的自己多年累積的慾望與邪念時相遇，與金娘子最後相愛。                                                                                           | 譚禹     |
| 黄灿灿 | 明书仙子 | 天界仙女，擅詩詞文章，幽蘭的跟隨者。因在百花宴舉行前試圖毒害沈璃，被天君罰禁閉百年。                                                                                                 | 王夢華   |
| 谭盐盐 | 宝琴仙子 | 天界仙女，擅音律，幽蘭的跟隨者。因在百花宴舉行前試圖毒害沈璃，被天君罰禁閉百年。 | 楊樂瑤   |
| 王苗   | 抚画仙子 | 天界仙女，擅作畫，幽蘭的跟隨者。因在百花宴舉行前試圖毒害沈璃，被天君罰禁閉百年。 | 陳雪瑩   |
| 李逸男 | 北小炎   | 北海三皇子，與其母在北海皇族中備受欺凌，故對北海皇族無甚親情。百花宴舉行前被苻生所擒，為求自保被迫獻出內丹，並將北海軍情、機密全部透露給苻生及墨方。                                 | 郭湛深   |
| 秦晓飞 | 闻柳仙君 | 拿養顏桃花露給拂容仙君。 | 郭浩勤   |
| 书亚信 | 勿元仙君 | 百花宴仙侍。 |          |
| 侯佳音 | 莺歌     | 百花宴侍奉沈璃的侍女。 |          |
| 刘畅   | 千机     | 已逝上古神，跟行止、清夜為好友。 |          |
| 岳旸   | 東海龙王 | | 郭浩勤   |

### 人界
| 演員   | 角色                 | 介紹 | 粵語配音 |
| 李子峰 | 清夜／ 顧成錦／ 景言 | 原為天外天的上古神清夜，和行止是至交，擁有一頭銀髮。後因愛上凡人而違反天道，被奪去神格貶下人界受永世輪迴之苦，懲罰則為每世皆與真愛之人錯過。其真愛之人的靈魂後來曾分別轉世為小荷及施蘿，而顧成錦與景言為其於人界不同世的身分。                                                                            | 楊耀泰   |
| 黃羿   | 小荷／景惜           | 小荷為一荷花精，是顧成錦為拯救髮妻葉詩所豢養而生的妖靈，此世她為顧成錦的正緣，但因天道的懲罰而使顧成錦誤以為真愛為葉詩，後小荷犧牲自己使葉詩復生。 另一世為蛇妖景惜，為景言的師妹，喜歡景言，但非景言正緣，最後和景言一起生活。 - 小荷及施蘿：清夜當年愛上之凡人靈魂 - 葉詩及景惜：被清夜誤以為正緣之靈魂 | 楊樂瑤   |
| 胡丹丹 | 葉詩／施蘿           | 葉詩為顧成錦髮妻，為救顧而亡，去世後顧將其屍首置於錦月府書房地下室中以聚靈陣保存，後得小荷犧牲自身而復活，復活後卻直接遁入空門。 另一世為施蘿，為景言正緣，幼時曾救景言脫困，因天道懲罰而再次與景言錯過。 - 小荷及施蘿：清夜當年愛上之凡人靈魂 - 葉詩及景惜：被清夜誤以為正緣之靈魂                       | 李索真   |
| 侯桐江 | 說書人               | 說書人。 |          |
| 董潔   | 雲娘                 | 軍人周三郎之妻，丈夫入伍十五載音訊全無，苦尋無果。 | 王夢華   |
| 宋寧峰 | 周三郎               | 入伍後戰死成仙，陪在雲娘身邊十五載。 |          |
| 李解   | 景惜爹               | 景言的師父。 |          |
| 赵柯   | 景惜娘               | 蛇妖。 | 楊樂瑤   |
| 王梓薇 | 小桃                 | 行云鄰居，愛慕於他，常幫行云打掃，卻愛而不得，後搬離。 | 陳雪瑩   |
| 王星瀚 | 王半仙               | 在青盛城擺攤算命。 | 張振熙   |
| 王成思 | 讀書人               | 青盛城仕子，被王半仙攔下後求問仕途，後行雲掛出家中走水，相贈二兩肉給行雲答謝。 |          |
| 姚一奇 | 顧成睿               | 青盛城城主大公子，城主嫡子，性格跋扈，覬覦城主之位，欲將行雲歸於麾下，卻被沈璃痛揍一頓，後被顧成錦所殺。 | 郭浩勤   |
| 薛亦伦 | 湖鹿                 | 沈璃找來的地仙，欲救治行雲。 |          |
| 黄澄澄 | 王宝                 | 村長王家的長子，地痞無賴。 |          |
| 曾希瑭 | 楊錚                 | 顧成錦的手下。 | 黃文軒   |
|        |                      | 金娘子家的丫鬟。 | 陳雪瑩   |

## 電視劇原聲帶

### 中國大陸
| 《與鳳行》影視原聲帶 | 《與鳳行》影視原聲帶 | 《與鳳行》影視原聲帶 | 《與鳳行》影視原聲帶 | 《與鳳行》影視原聲帶 | 《與鳳行》影視原聲帶 |
| 曲序                 | 曲目                 |                      | 作曲                 | 编曲                 | 演唱                 |
| -------------------- | -------------------- | -------------------- | -------------------- | -------------------- | -------------------- |
| 1.                   | 《如初》（片尾曲）   | 鄧舒月               | 周富堅               | 楊秉音、李牧野       | 張碧晨               |
| 2.                   | 《世世》             | 王曉倩、付欣         | 楊秉音               | 林峰                 | 摩登兄弟劉宇寧       |
| 3.                   | 《熾心》             | 五毒毒、王曉倩       | 孫艾藜               | 李牧野               | 希林娜依·高          |
| 4.                   | 《不知返》           | 申名利、付欣         | 楊秉音               | 李柏漪               | 王赫野               |
| 5.                   | 《碧蒼》             | 花僖悦               | 袁文睿               | 李柏漪               | 李佳薇               |
| 6.                   | 《兩相思》（插曲）   | 李禺（宋）           | 楊秉音               | 李柏漪               | 劉牧                 |

### 香港
| 曲序 | 曲目               |      | 作曲 | 编曲       | 製作人        | 演唱   |
| ---- | ------------------ | ---- | ---- | ---------- | ------------- | ------ |
| 1.   | 《萬年》（主題曲） | 楊熙 | DC   | Johnny Yim | 何哲圖/韋景雲 | 菊梓喬 |

## 軼事
- 女主角趙麗穎在本劇與不少演員為“二搭”：與男主角林更新是繼《楚喬傳》後時隔5年再度合作；與黃澄澄是繼《風吹半夏》後時隔1年再度合作；與王星瀚是繼《有翡》後時隔4年再度合作；與王梓薇是繼《知否知否應是綠肥紅瘦》後時隔5年再度合作；與曾黎是繼《青雲志》後時隔6年再度合作；與徐海喬是繼《花千骨》後時隔7年再度合作；與王伊瑤是繼《加油吧實習生》後時隔7年再度合作；與侯桐江是繼《追魚傳奇》後時隔9年再度合作；與邱心志是繼《新還珠格格》後時隔11年再度合作。
- 参演的周峻纬曾因于2022年11月26日在社交网站上发布“A4白纸”而被禁言了一段时间[6]。

## 外部連結
- 与凤行官微的新浪微博
- 豆瓣电影上《與鳳行》的資料 （简体中文）
- 官方网站与凤行 - 芒果TV
- 官方网站与凤行 - 腾讯视频
- 官方网站與鳳行 - WeTV